# Botas tribaleras

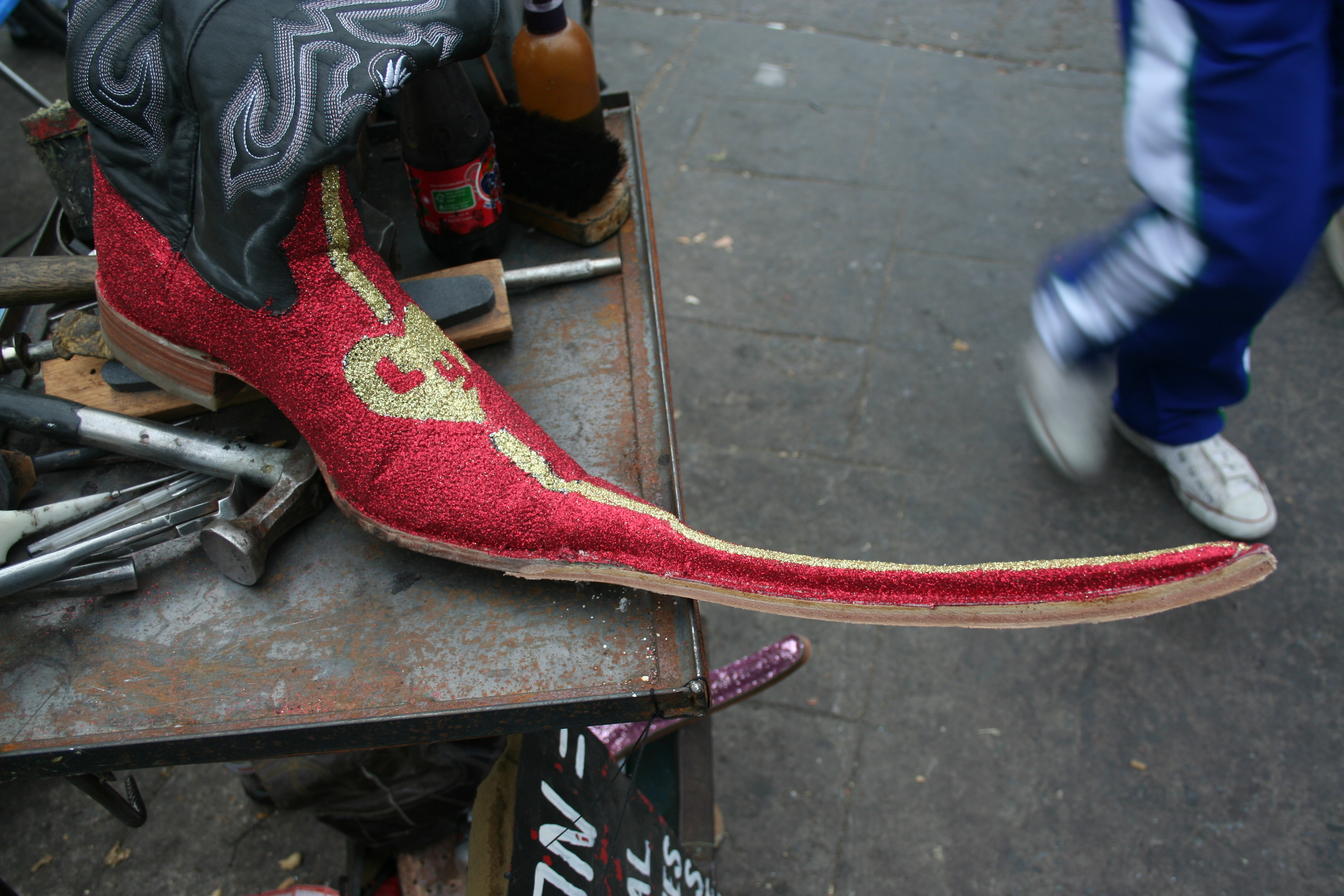
Bota Tribalera roja.

Las botas tribaleras mexicanas son un calzado de hombre que se caracteriza por una punta larga. Se estableció como una moda en algunas partes del norte de México. Son originarias de Matehuala en el estado de San Luis Potosí, México. Estas botas han alcanzado gran popularidad debido al género musical tribal guarachero en donde este calzado forma parte de la vestimenta y baile.

## Origen
Las botas picudas surgieron en la ciudad de Matehuala, estado de San Luis Potosí. Se dice que el surgimiento de este tipo de calzado ocurrió gracias al crecimiento del género musical: tribal guarachero género musical  nacido en San Luis Potosí. Tras su popularidad en el estado del centro de México, la moda comenzó a expandirse hacia los Estados Unidos; principalmente a ciudades en el estado de Texas. Hoy en día hay concursos en varias ciudades como Dallas, Oklahoma, Misisipi, etc.

## Características
Estas botas se distinguen de las botas normales por el tamaño de la punta y el uso de material. Se caracterizan por tener una punta del tamaño de 30-90 centímetros y en forma de curva hacia la rodilla de quien las use. Dependiendo de la ocasión, muchos artesanos varían los temas y colores de las botas. También se ha vuelto un espectáculo competitivo ya que se han formado varios “clubs de baile” y cada uno concursa con sus propios colores.  
El vestuario más común que utiliza el hombre son sus botas picudas con una camisola de cuadros, un sombrero, un cinturón y pantalones entubados de mezclilla azules o negros. Esto permite que el pantalón no cubra la bota y ésta pueda lucirse de manera completa.

## Producción
La hechura de las botas tribaleras consta de pocos materiales de fácil acceso. En pueblo de Matehuala, muchas personas hacen sus propias botas de punta larga a partir de una bota normal ya existente. Aquellos que se dedican a bailar o a usarlas de manera más seria, buscan confeccionar sus botas de manera única haciendo uso de diversos materiales.
El procedimiento para crear una bota es sencillo y es por ello que mucha gente opta por hacerlas que comprarlas.
Entre los materiales que se necesita para hacer unas botas tribaleras o para extender la punta de una bota normal, incluye manguera de plástico, tornillos, hule espuma u otro material que sirva de relleno y, para el forro de la bota, se utiliza piel, plástico, telas; además, se puede hacer uso de diversos elementos decorativos como lentejuelas, diamantina, estampados, encajes, etcétera.
El proceso de formado de una punta consiste en tomar la manguera de plástico y cortarla a la longitud deseada. Se pueden hacer puntas de cualquier tamaño, desde muy cortas hasta de varios metros. Haciendo uso de los tornillos y el relleno, se le va dando forma a la punta; al final, ésta se recubre con el material que se haya escogido. Finalmente, si el diseñador lo prefiere, se le agregan los diversos accesorios para darles motivos de festividades, personales o simplemente decorativos.
Las botas pueden lucir varios recubrimientos. Entre ellos existen pieles de diferentes animales, plásticos, telas o lentejuelas. Dada la naturaleza festiva de las botas, éstas se pueden producir de acuerdo a los requisitos del consumidor o del diseñador para adecuarse a diversos concursos u ocasiones.

## El Mercado
Dada la creciente popularidad de las botas tribaleras, la demanda comercial de éstas ha incrementado en los últimos años tanto en México como en Estados Unidos.
Las botas se pueden adquirir en zapaterías pequeñas donde el zapatero las construye a mano, hasta en páginas de internet establecidas en los Estados Unidos. El precio de las mismas va variando desde los $200 mxn hasta cientos de dólares. Todo depende de quién las produce, dónde se sitúan y de qué material están hechas.

## Cultura
A pesar de haber surgido en San Luis Potosí, México, las botas tribaleras han sabido darse paso a diferentes regiones, recorriendo ciudades como Monterrey o Dallas.
Una cierta cultura ha evolucionado alrededor de las botas; diversos concursos, eventos, fiestas u otras festividades han tomado lugar donde uno de los accesorios principales son las botas tribaleras.
Entre los diferentes ranchos que hay en Matehuala, se hacen concursos en los que se comparan las longitudes y diseños de las puntas de las botas. De esta manera, se fue creando cierta rivalidad entre personas donde se veía como un reto crear las botas más largas y con más estilo.
En una ocasión, un día antes del concurso, éste fue cancelado. A pesar de que diferentes personas habían trabajado en sus botas, uno de los integrantes del grupo Barrio Apache Hyppy Crew fue capaz de hacer unas puntas con una longitud de 2.2 metros. Cuando los competidores y gente de los alrededores las vieron, el concurso fue cancelado ya que dichas botas eran superiores por mucho a cualquiera de las que iban a entrar al concurso.
Existen varios eventos de baile donde es indispensable el uso de las botas. Diversos grupos preparan coreografías que van acompañadas de música tribal guarachera y compiten entre ellos. Estos eventos atraen a grandes cantidades de personas que se reúnen en establecimientos pequeños en pueblos o hasta en establecimientos de altas capacidades en ciudades grandes como Dallas o Monterrey.
En Matehuala, el uso de la bota ha sido adoptado por hombres de todas las edades. A pesar de que la preferencia de cada persona va cambiando, se pueden ver en las calles personas caminando con puntas pequeñas o increíblemente largas. Durante festividades como Halloween, es común observar a personas que han preparado botas para la ocasión decorándolas con sangre, muñecos o elementos que aluden a las temáticas decorativas asociadas con Halloween.
Se pueden ver botas tribaleras de grandes longitudes en antros y discotecas a lo largo de México. Donde varios hombres admiten que en muchas ocasiones, si no se está usando una bota larga, las mujeres se rehúsan a bailar con ellos.

## En cultura popular
Las botas picudas causaron un movimiento grande en diferentes áreas de la cultura popular a principios de la década 2010. El primer impacto fue causado en el género de tribal guarachero, específicamente para las carreras de las bandas como 3BallMTY. Su alcance también ha llegado a la televisión americana, las botas picudas fueron incluidas en el programa de Glee (temporada 3, episodio 12).
Además, en la tienda de Google Play para dispositivos móviles que corren con Android, se ha creado una aplicación que lleva por nombre «Tribal Machín». Esto habla del alcance que ha llegado a obtener esta moda y el grado de integración en la vida de los que utilizan las botas de manera regular.
La banda finlandesa Leningrad Cowboys hace uso de botas puntiagudas en uno de sus vídeos musicales producido en los años noventa. A pesar de que las botas no tienen una punta tan larga como las botas tribaleras mexicanas, sí destacan entre las botas comunes y corrientes.

## Concursos de tribal
Los concursos de tribal son organizados en México y en Estados Unidos. Los concursos en Estados Unidos (Texas) son organizados principalmente en rodeos. La participación puede ser en equipo( 6 a 8 personas) o también, solistas.
Alejandro Rincón ( intérprete de la música tribal) , argumentó en una entrevista que los concursos de baile de tribal son más vistos en Estados Unidos que en México, “de hecho podría decir que en los Estados Unidos hay eventos más chidos de tribal que en México, los eventos los hacen bien masivos’’ dice Rincón. Se puede decir que la música y el baile tribalero tuvo más gusto y fama en otro país gracias a que fue una novedad en el sector cultural mexicano y sobre todo, junto a la frontera de  Estados Unidos.
Como en cualquier otro concurso de baile, se califican ciertos criterios entorno la proyección en escena como la técnica, la coordinación, el ritmo, la expresión escénica, el vestuario, la dificultad en la coreografía , la pista de la canción y la originalidad del baile. Las calificaciones son generadas por especialistas en el baile y del conocimiento como tal.

## Relación con escena musical
La música tribal nació en el Distrito Federal pero en donde renació y tuvo éxito fue en el estado de Nuevo León, México. Han existido dj’s de tribal desde el 2000 pero se hicieron famosos hasta el 2011, como el Dj Erick Rincón, Dj Otto y 3BallMTY. El tribal se hizo famoso gracias a una canción de 3BallMTY llamada, «inténtalo» el cual tuvo mucho éxito en toda la república mexicana. Tanto fue su éxito, que la empresa, Televisa, decidió realizar una novela titulada «porque el amor manda» y su tema principal fue «porque el amor manda» de América Sierra y 3BallMTY.

## El baile
El tribal tiene muchas características peculiares para ejecutar su danza. Primero, consta de brincar al mismo tiempo que se mueven las caderas de un lado a otro. Por lo tanto, los pies se mueven de lado a lado. También, se puede brincar de un lugar a otro y moviendo los brazos de lado a lado junto con el torso. Por otro lado, se puede brincar y poniendo el talón de un pie y luego de otro para enseñar la forma de la bota picuda.
En el caso de las mujeres, pueden utilizar las botas tribaleras o en su defecto, tacones para bailar tribal. La esencia del baile del tribal no es el vestuario, si no a forma del baile que da a entender que enseñan las botas. El tribal es muy parecido al baile duranguense. Hay varias danzas mezcladas para conformar la música tribal como la azteca, banda, tribal y grupera.

## Botas puntiagudas en el mundo
A lo largo de la historia, se han presentado diversas botas con puntas largas en diferentes países, dentro de diferentes culturas, corrientes o modas. 